# Conselheiro de Segurança Nacional dos Estados Unidos
O Assistente do Presidente para Assuntos de Segurança Nacional (APNSA), comumente referido como o Conselheiro de Segurança Nacional (NSA) ou às vezes informalmente denominado conselheiro do NSC, é um assessor sênior no Gabinete Executivo do Presidente dos Estados Unidos, com sede na ala oeste da Casa Branca, que atua como o principal assessor interno do Presidente dos Estados Unidos em questões de segurança nacional. O Conselheiro de Segurança Nacional é nomeado pelo Presidente e não requer confirmação pelo Senado, mas uma nomeação de um general de três ou quatro estrelas para o papel exige a reconfirmação do grau militar do Senado.
O conselheiro de segurança nacional participa em reuniões do Conselho de Segurança Nacional (NSC) e geralmente preside reuniões do Comitê de Diretores do NSC com o Secretário de Estado e o Secretário de Defesa (ou seja, as reuniões que não tem a presença do Presidente). O conselheiro de segurança nacional é apoiado por funcionários do NSC que produzem pesquisas e briefings para o conselheiro de segurança nacional para revisar e apresentar, seja ao Conselho de Segurança Nacional ou diretamente ao Presidente.